# Schlotheimia crumii
Schlotheimia crumii är en bladmossart som beskrevs av B. C. Tan in B. Thiers 1992. Schlotheimia crumii ingår i släktet Schlotheimia och familjen Orthotrichaceae. Inga underarter finns listade i Catalogue of Life.